# 2014 no desporto
Nesta página encontram-se os fatos e referências do desporto que aconteceram durante o ano de 2014.

## Eventos previstos

### Eventos Multidesportivos
- 7 a 23 de fevereiro - Jogos Olímpicos de Inverno, em  Sóchi
- 7 a 14 de março - Jogos Paralímpicos de Inverno, em  Sóchi
- 8 de março a 18 de março - Jogos Sul-Americanos, em  Santiago
- 23 de julho a 3 de agosto - Jogos da Commonwealth, em  Glasgow
- 16 a 28 de agosto - Jogos Olímpicos da Juventude, em  Nanquim
- 19 de setembro a 4 de outubro - Jogos Asiáticos, em  Incheon
- 14 a 21 de novembro - Jogos Asiáticos de Praia, em  Phuket
- 15 a 30 de novembro - Jogos Centro-Americanos e do Caribe, em  Veracruz

### Atletismo
- 7 a 9 de março - Campeonato Mundial em Pista Coberta, em  Sopot
- 13 e 14 de setembro - Copa Intercontinental, em  Marrakech

### Automobilismo
- 15 de fevereiro a 16 de novembro - NASCAR Sprint Cup
- 21 de fevereiro a 14 de novembro - NASCAR Truck series
- 22 de fevereiro a 15 de novembro - NASCAR Nationwide Series
- 1 de março a 7 de dezembro - V8 Supercars
- 16 de março a 23 de novembro - Fórmula 1
- 23 de março a 16 de novembro - Stock Car Brasil
- 30 de março a 30 de outubro - Fórmula Indy
- 6 de abril a 16 de novembro - WTCC
- 20 de abril a 15 de novembro - Mundial de Endurance FIA
- 21 de abril a 2 de novembro - Blancpain Sprint Series (FIA GT)
- 4 de maio a 19 de outubro - DTM
  - 25 de maio - 500 Milhas de Indianápolis
  - 14 e 15 de junho - 24 Horas de Le Mans

### Basquetebol
- 30 de agosto a 14 de setembro - Mundial Masculino, na  Espanha
- 27 de setembro a 5 de outubro - Mundial Feminino, na  Turquia

### Ciclismo
- 26 de fevereiro a 2 de março - Mundial de Ciclismo de Pista, em  Cáli

### Futebol
- 8 de janeiro a 13 de abril - Campeonato Baiano
- 18 de janeiro a 13 de abril
  - Campeonato Carioca
  - Campeonato Gaúcho
- 18 de janeiro a 7 de junho - Campeonato Capixaba
- 19 de janeiro a 9 de abril - Copa do Nordeste
- 19 de janeiro a maio - Campeonato Paulista
- 19 de janeiro a 13 de abril - Campeonato Goiano
- 26 de janeiro a 13 de abril
  - Campeonato Catarinense
  - Campeonato Mineiro
  - Campeonato Paranaense
- 28 de janeiro a 13 de agosto - Copa Libertadores da América
- 11 de fevereiro a 20 de abril - Copa Verde
- 19 de fevereiro a 26 de novembro - Copa do Brasil
- 19 de abril a 29 de novembro - Campeonato Brasileiro - Série B
- 19 de abril a 7 de dezembro - Campeonato Brasileiro
- 26 de abril a 23 de novembro - Campeonato Brasileiro - Série C
- 12 de junho a 13 de julho - Copa do Mundo, no  Brasil
- 16 e 23 de julho - Recopa Sul-Americana
- 27 de julho a 26 de novembro - Campeonato Brasileiro - Série D
- 12 de agosto - Supercopa da UEFA, em  Cardiff
- 19 de agosto a 10 de dezembro - Copa Sul-Americana
- 10 a 20 de dezembro - Mundial de Clubes no  Marrocos

### Futsal
- 12 a 16 de novembro - Grand Prix, em  São Bernardo do Campo

### Judô
- 25 a 31 de agosto - Campeonato Mundial, em  Chelyabinsk

### Natação
- 3 a 7 de dezembro - Campeonato Mundial em Piscina Curta, em  Doha

### Tênis
- 13 a 26 de janeiro - Aberto da Austrália
- 31 de janeiro a 23 de novembro - Copa Davis
- 8 de fevereiro a 9 de novembro - Fed Cup
- 26 de maio a 9 de junho - Roland-Garros
- 23 de junho a 6 de julho - Wimbledon
- 25 de agosto a 8 de setembro - US Open
- 9 a 16 de novembro - ATP World Tour Finals, em  Londres

### Voleibol
- 23 de maio a 20 de julho - Liga Mundial
- 25 de julho a 24 de agosto - Grand Prix
- 3 a 21 de setembro - Mundial Masculino, na  Polónia
- 23 de setembro a 12 de outubro - Mundial Feminino, na  Itália

## Fa(c)tos

### Janeiro
- 1 de janeiro - O  Yokohama Marinos vence a Copa do Imperador de Futebol
- 13 de janeiro -  Cristiano Ronaldo e  Abby Wambach são escolhidos pela FIFA como os melhores jogadores de 2013
- 18 de janeiro - O  Osasco vence a Copa Brasil de Voleibol Feminino
- 25 de janeiro
  -  Li Na vence o torneio de simples feminino do Aberto da Austrália de Tênis
  - O  Cruzeiro vence a Copa Brasil de Voleibol Masculino
- 26 de janeiro
  -  Stanislas Wawrinka vence o torneio de simples masculino do Aberto da Austrália de Tênis
  -  João Barbosa,  Christian Fittipaldi e  Sébastien Bourdais, com um Corvette DP, vencem as 24 Horas de Daytona

### Fevereiro
- 2 de fevereiro - O Seattle Seahawks vence o Super Bowl XLVIII e é campeão da NFL
- 6 de fevereiro - Início das competições dos Jogos Olímpicos de Inverno
- 7 de fevereiro - Cerimônia de abertura dos Jogos Olímpicos de Inverno
- 8 de fevereiro - A  Itália vence o  Campeonato Europeu Masculino de Futsal
- 9 de fevereiro - O  SESI-SP vence o Campeonato Sul-Americano de Clubes de Voleibol Feminino
- 23 de fevereiro
  - Término dos Jogos Olímpicos de Inverno
  - O  Cruzeiro vence o Campeonato Sul-Americano de Clubes de Voleibol Masculino
  -  Dale Earnhardt Jr. vence as 500 Milhas de Daytona

### Março
- 8 de março -  Mauro Vinícius da Silva vence pela 2ª vez a prova do Salto em distância no Campeonato Mundial de Atletismo em Pista Coberta
- 16 de março -  Nico Rosberg vence o Grande Prêmio da Austrália de Fórmula 1
- 22 de março - O  Flamengo vence a Liga das Américas de Basquetebol
- 25 de março - O  Bayern de Munique vence o Campeonato Alemão de Futebol
- 30 de março
  -  Lewis Hamilton vence o Grande Prêmio da Malásia de Fórmula 1
  -  Will Power vence a etapa de São Petersburgo da Fórmula Indy

### Abril
- 6 de abril -  Lewis Hamilton vence o Grande Prêmio do Bahrein de Fórmula 1
- 9 de abril - O  Sport vence a Copa do Nordeste de Futebol
- 13 de abril
  - O  Cruzeiro vence a Superliga Brasileira de Voleibol Masculino
  - O  Cruzeiro vence o Campeonato Mineiro de Futebol
  - O  Flamengo vence o Campeonato Carioca de Futebol
  - O  Internacional vence o Campeonato Gaúcho de Futebol
  - O  Ituano vence o Campeonato Paulista de Futebol
  - O  Bahia vence o Campeonato Baiano de Futebol
  - O  Londrina vence o Campeonato Paranaense de Futebol
  - O  Figueirense vence o Campeonato Catarinense de Futeboll
  - O  Atlético Goianiense vence o Campeonato Goiano de Futebol
  -  Mike Conway vence a etapa de Long Beach da Fórmula Indy
- 19 de abril -  Americana vence a Liga Brasileira de Basquete Feminino
- 20 de abril
  -  Lewis Hamilton vence o Grande Prêmio da China de Fórmula 1
  - O  Benfica vence o Campeonato Português de Futebol
  - O  Brasília vence a Copa Verde de Futebol
- 23 de abril
  - O  Sport vence o Campeonato Pernambucano de Futebol
  - O  Ceará vence o Campeonato Cearense de Futebol
- 27 de abril
  - O  Rio de Janeiro vence a Superliga Brasileira de Voleibol Feminino
  -  Ryan Hunter-Reay vence a etapa do Alabama da Fórmula Indy
  - O  Ajax vence o Campeonato Holandês de Futebol

### Maio
- 5 de maio - O  Juventus vence o Campeonato Italiano de Futebol
- 6 de maio - O  Atlético Mineiro vence a Copa do Brasil de Futebol Sub-17
- 7 de maio -  Paris Saint-Germain vence o Campeonato Francês de Futebol
- 10 de maio -  Simon Pagenaud vence o Grande Prêmio de Indianápolis da Fórmula Indy
- 11 de maio
  -  Lewis Hamilton vence o Grande Prêmio da Espanha de Fórmula 1
  - O  Manchester City vence o Campeonato Inglês de Futebol
- 14 de maio - O  Sevilla vence a Liga Europa da UEFA
- 17 de maio - O  Atlético de Madrid vence o Campeonato Espanhol de Futebol
- 24 de maio - O  Real Madrid vence a Liga dos Campeões da UEFA
- 25 de maio
  -  Nico Rosberg vence o Grande Prêmio de Mônaco de Fórmula 1
  -  Ryan Hunter-Reay vence as 500 Milhas de Indianápolis
- 31 de maio
  - O  Flamengo vence o Novo Basquete Brasil
  -  Will Power vence a 1ª corrida da etapa de Detroit da Fórmula Indy

### Junho
- 1 de junho
  -  Hélio Castroneves vence a 2ª corrida da etapa de Detroit da Fórmula Indy
  - O  Brasil vence o Torneio Internacional de Toulon de Futebol
  - A  Alemanha vence o Montreux Volley Masters
- 8 de junho
  -  Maria Sharapova vence o torneio de simples feminino do Aberto de Tênis de Roland-Garros
  -  Ed Carpenter vence a etapa do Texas da Fórmula Indy
- 9 de junho
  -  Rafael Nadal vence o torneio de simples masculino do Aberto de Tênis de Roland-Garros
  -  Daniel Ricciardo vence o Grande Prêmio do Canadá de Fórmula 1
- 15 de junho
  -  Marcel Fässler,  André Lotterer e  Benoît Tréluyer, com um Audi R18 e-tron quattro, vencem as 24 Horas de Le Mans
  - O San Antonio Spurs vence a NBA
- 22 de junho -  Nico Rosberg vence o Grande Prêmio da Áustria de Fórmula 1
- 28 de junho -  Carlos Huertas vence a 1ª corrida da etapa de Houston da Fórmula Indy
- 29 de junho -  Simon Pagenaud vence a 2ª corrida da etapa de Houston da Fórmula Indy

### Julho
- 5 de julho -  Petra Kvitová vence o torneio de simples feminino de Wimbledon
- 6 de julho
  -  Lewis Hamilton vence o Grande Prêmio da Grã-Bretanha de Fórmula 1
  -  Novak Djokovic vence o torneio de simples masculino de Wimbledon
  -  Juan Pablo Montoya vence a etapa de Pocono da Fórmula Indy
- 12 de julho -  Ryan Hunter-Reay vence a etapa de Iowa da Fórmula Indy
- 13 de julho - A  Alemanha vence a Copa do Mundo FIFA
- 20 de julho
  -  Nico Rosberg vence o Grande Prêmio da Alemanha de Fórmula 1
  - Os  Estados Unidos vencem a Liga Mundial de Voleibol
  -  Sébastien Bourdais e  Mike Conway vencem as corridas da etapa de Toronto da Fórmula Indy
- 24 de julho - O  Atlético Mineiro vence a Recopa Sul-Americana de Futebol
- 27 de julho -  Daniel Ricciardo vence o Grande Prêmio da Hungria de Fórmula 1
- 28 de julho - A   Venezuela vence o Campeonato Sul-Americano de Basquete Masculino

### Agosto
- 3 de agosto -  Scott Dixon vence a etapa de Mid-Ohio da Fórmula Indy
- 12 de agosto - O  Real Madrid vence a Supercopa da UEFA
- 13 de agosto - O  San Lorenzo vence a Copa Libertadores da América
- 17 de agosto -  Will Power vence a etapa de Milwaukee da Fórmula Indy
- 18 de agosto - O   Brasil vence o Campeonato Sul-Americano de Basquetebol Feminino
- 22 de agosto - O  Atlético de Madrid vence a Supercopa da Espanha
- 24 de agosto
  - O  Brasil vence o Grand Prix de Voleibol
  -  Daniel Ricciardo vence o Grande Prêmio da Bélgica de Fórmula 1
  -  Scott Dixon vence a etapa de Sonoma da Fórmula Indy
- 31 de agosto - Na Fórmula Indy,  Tony Kanaan vence a etapa de Fontana e  Will Power vence o campeonato

### Setembro
- 5 de setembro -  Bruno Soares e  Sania Mirza, vencem o torneio de duplas mistas do US Open de Tênis
- 7 de setembro
  -  Lewis Hamilton vence o Grande Prêmio da Itália de Fórmula 1
  -  Serena Williams vence o torneio de simples feminino do US Open de Tênis
- 8 de setembro -  Marin Čilić vence o torneio de simples masculino do US Open de Tênis
- 13 de setembro -  Lucas Di Grassi vence a etapa inaugural da Fórmula E
- 14 de setembro - Os   Estados Unidos vencem o Campeonato Mundial de Basquetebol Masculino
- 21 de setembro
  -  Lewis Hamilton vence o Grande Prêmio de Singapura de Fórmula 1
  - A  Polônia vence o Campeonato Mundial de Voleibol Masculino
- 28 de setembro
  -  Portugal conquista o Campeonato Europeu de Tênis de Mesa de 2014 através dos atletas Marcos Freitas, João Monteiro e Tiago Apolónia.
  - O  Flamengo vence o Campeonato Mundial Interclubes de Basquete

### Outubro
- 4 de outubro -  João Barbosa e  Christian Fittipaldi, com um Corvette DP, vencem o United SportsCar Championship na categoria protótipos
- 5 de outubro
  -  Lewis Hamilton vence o Grande Prêmio do Japão de Fórmula 1
  - Os   Estados Unidos vencem o Campeonato Mundial de Basquetebol Feminino
- 11 de outubro
  -  Jolyon Palmer vence o campeonato da GP2
  - O  Brasil vence o Superclássico das Américas
- 12 de outubro
  -  Marc Márquez vence o campeonato da MotoGP
  -  Lewis Hamilton vence o Grande Prêmio da Rússia de Fórmula 1
  - Os  Estados Unidos vencem o Campeonato Mundial de Voleibol Feminino
- 29 de outubro - O San Francisco Giants vence a Major League Baseball

### Novembro
- 2 de novembro -  Lewis Hamilton vence o Grande Prêmio dos Estados Unidos de Fórmula 1
- 9 de novembro
  -  Nico Rosberg vence o Grande Prêmio do Brasil de Fórmula 1
  - A  Chéquia vence a Fed Cup (tênis)
- 15 de novembro -  Anthony Davidson e  Sébastien Buemi, com um Toyota TS040 Híbrido, vence o Campeonato Mundial de Endurance FIA na categoria protótipos
- 16 de novembro
  - O  Brasil vence o Grand Prix de Futsal
  -  Bob Bryan e  Mike Bryan vencem o torneio de duplas do ATP World Tour Finals (tênis)
  -  Novak Djokovic  vence o torneio de simples do ATP World Tour Finals (tênis)
  - O  Tombense vence o Campeonato Brasileiro de Futebol da Série D
  -  Kevin Harvick vence a NASCAR Sprint Cup
- 22 de novembro - O  Macaé vence o Campeonato Brasileiro de Futebol da Série C
- 23 de novembro
  -  Lewis Hamilton vence o Grande Prêmio de Abu Dhabi de Fórmula 1 e o campeonato
  - O  Cruzeiro vence o Campeonato Brasileiro de Futebol
  - A  Suíça vence a Copa Davis de Tênis
- 26 de novembro - O  Atlético Mineiro vence a Copa do Brasil de Futebol
- 29 de novembro - O  Joinville vence o Campeonato Brasileiro de Futebol da Série B
- 30 de novembro -  Rubens Barrichello vence o campeonato da Stock Car Brasil

### Dezembro
- 3 de dezembro - O  Internacional vence a Copa do Brasil de Futebol Sub-20
- 8 de dezembro - O  Sorocaba vence a Liga Futsal
- 10 de dezembro - O  River Plate vence a Copa Sul-Americana de Futebol
- 19 de dezembro -  Gabriel Medina vence o Circuito Mundial de Surfe
- 20 de dezembro - O  Real Madrid vence o Mundial de Clubes da FIFA
- 21 de dezembro - O  Corinthians vence o Campeonato Brasileiro de Futebol Sub-20
- 31 de dezembro -  Dawit Admasu, no masculino, e  Yimer Ayalew, no feminino, vencem a Corrida de São Silvestre